# Neal Purvis và Robert Wade
Neal Purvis (sinh ngày 9 tháng 9 năm 1961) và Robert Wade (sinh năm 1962) là bộ đôi biên kịch người Anh, đồng tác giả kịch bản của 6 tác phẩm điện ảnh James Bond, từ The World Is Not Enough đến Bond 25, cũng như nhiều tác phẩm khác.

## Danh sách phim
| Năm  | Tác phẩm                | Ghi công                    | Chú thích                                                                                       |
| ---- | ----------------------- | --------------------------- | ----------------------------------------------------------------------------------------------- |
| 1991 | Let Him Have It         | Biên soạn bởi               |                                                                                                 |
| 1999 | Plunkett & Macleane     | Biên soạn bởi               | Đồng biên kịch với Selwyn Roberts và Charles McKeown                                            |
| 1999 | The World Is Not Enough | Kịch bản của Cốt truyện của | Đồng viết kịch bản với Bruce Feirstein                                                          |
| 2002 | Die Another Day         | Biên soạn bởi               |                                                                                                 |
| 2003 | Johnny English          | Biên soạn bởi               | Đồng tác giả kịch bản với William Davies                                                        |
| 2005 | Stoned                  | Biên soạn bởi               |                                                                                                 |
| 2006 | Sòng bạc hoàng gia      | Kịch bản của                | Đồng tác giả kịch bản với Paul Haggis                                                           |
| 2008 | Định mức khuây khỏa     | Biên soạn bởi               | Đồng tác giả kịch bản với Paul Haggis                                                           |
| 2012 | Tử địa Skyfall          | Kịch bản của                | Đồng tác giả kịch bản với John Logan                                                            |
| 2015 | Spectre                 | Kịch bản của Cốt truyện của | Đồng tác giả kịch bản với John Logan và Jez Butterworth Đồng tác giải cốt truyện với John Logan |
| 2020 | Bond 25                 | Biên soạn bởi               | Viết cốt truyện                                                                                 |